# Dendronephthya
Dendronephthya är ett släkte av koralldjur. Dendronephthya ingår i familjen Nephtheidae.

## Bildgalleri

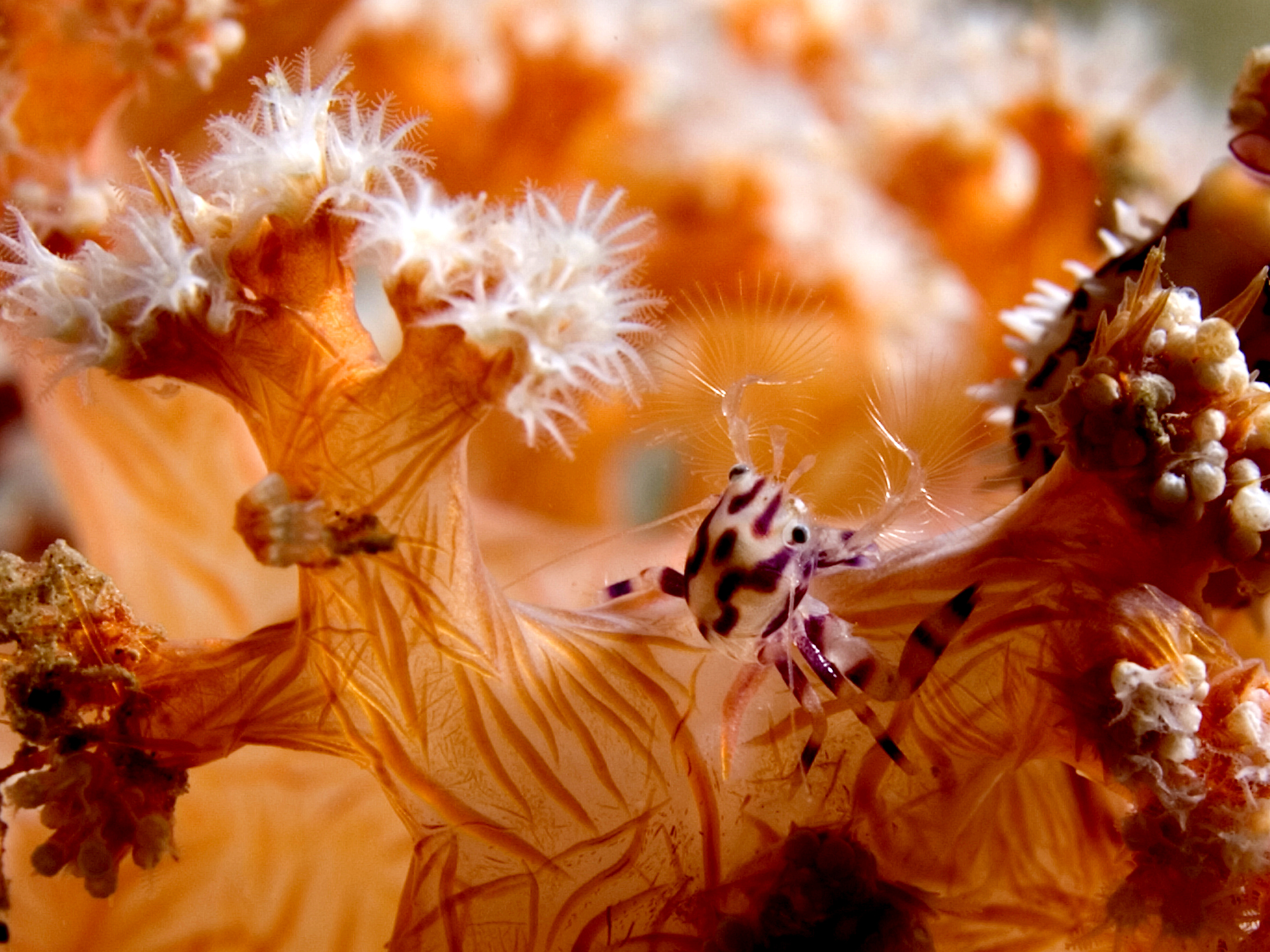

## Dottertaxa tillDendronephthya, i alfabetisk ordning[1]
- Dendronephthya acaulis
- Dendronephthya aculeata
- Dendronephthya agaricoides
- Dendronephthya alba
- Dendronephthya albogilva
- Dendronephthya alcocki
- Dendronephthya alexanderi
- Dendronephthya amaebisclera
- Dendronephthya ambigua
- Dendronephthya andamanensis
- Dendronephthya andersoni
- Dendronephthya anguina
- Dendronephthya annectens
- Dendronephthya arakanensis
- Dendronephthya arborea
- Dendronephthya arbuscula
- Dendronephthya argentea
- Dendronephthya armata
- Dendronephthya armifer
- Dendronephthya aruensis
- Dendronephthya aspera
- Dendronephthya aurantiaca
- Dendronephthya aurea
- Dendronephthya aurora
- Dendronephthya australis
- Dendronephthya biformata
- Dendronephthya binongkoensis
- Dendronephthya boletiformis
- Dendronephthya bonnieri
- Dendronephthya booleyi
- Dendronephthya boschmai
- Dendronephthya brachycaulos
- Dendronephthya brevirama
- Dendronephthya bruuni
- Dendronephthya caerula
- Dendronephthya candida
- Dendronephthya carnea
- Dendronephthya castanea
- Dendronephthya cervicornus
- Dendronephthya chimnoi
- Dendronephthya cirsium
- Dendronephthya clara
- Dendronephthya clavata
- Dendronephthya cocosiensis
- Dendronephthya colemani
- Dendronephthya collaris
- Dendronephthya colombiensis
- Dendronephthya composita
- Dendronephthya conica
- Dendronephthya coronata
- Dendronephthya costatorubra
- Dendronephthya crassa
- Dendronephthya crosslandi
- Dendronephthya crystallina
- Dendronephthya curvata
- Dendronephthya decipiens
- Dendronephthya decussatospinosa
- Dendronephthya delicatissima
- Dendronephthya dendritica
- Dendronephthya dendrophyta
- Dendronephthya densa
- Dendronephthya depressa
- Dendronephthya devexa
- Dendronephthya dichotoma
- Dendronephthya disciformis
- Dendronephthya divaricata
- Dendronephthya doederleini
- Dendronephthya dofleini
- Dendronephthya dollfusi
- Dendronephthya dromidicola
- Dendronephthya eburnea
- Dendronephthya echinata
- Dendronephthya ehrenbergi
- Dendronephthya electa
- Dendronephthya elegans
- Dendronephthya elongata
- Dendronephthya erinacea
- Dendronephthya fallax
- Dendronephthya featherensis
- Dendronephthya filigrana
- Dendronephthya fischeri
- Dendronephthya flabellifera
- Dendronephthya flammea
- Dendronephthya flava
- Dendronephthya florida
- Dendronephthya foliata
- Dendronephthya folifera
- Dendronephthya formosa
- Dendronephthya fragilis
- Dendronephthya furcata
- Dendronephthya fusca
- Dendronephthya ganjamensis
- Dendronephthya gardineri
- Dendronephthya gigantea
- Dendronephthya gilva
- Dendronephthya gloriosa
- Dendronephthya golgotha
- Dendronephthya gracillima
- Dendronephthya grandiflora
- Dendronephthya gravieri
- Dendronephthya gregoriensis
- Dendronephthya griffini
- Dendronephthya guggenheimi
- Dendronephthya habereri
- Dendronephthya hadzii
- Dendronephthya halterosclera
- Dendronephthya harrisoni
- Dendronephthya hartmeyeri
- Dendronephthya hemprichi
- Dendronephthya heterocyathus
- Dendronephthya hicksoni
- Dendronephthya hirsuta
- Dendronephthya hyalina
- Dendronephthya hystricosa
- Dendronephthya inconfusa
- Dendronephthya inermis
- Dendronephthya inhacaensis
- Dendronephthya investigata
- Dendronephthya involuta
- Dendronephthya irregularis
- Dendronephthya japonica
- Dendronephthya jucunda
- Dendronephthya klunzingeri
- Dendronephthya koellikeri
- Dendronephthya kukenthali
- Dendronephthya lanxifera
- Dendronephthya latipes
- Dendronephthya laxa
- Dendronephthya lokobeensis
- Dendronephthya longicaulis
- Dendronephthya longispina
- Dendronephthya lutea
- Dendronephthya macrocaulis
- Dendronephthya macrospina
- Dendronephthya magna
- Dendronephthya magnacantha
- Dendronephthya malabarensis
- Dendronephthya malaya
- Dendronephthya manyanensis
- Dendronephthya marenzelleri
- Dendronephthya masoni
- Dendronephthya maxima
- Dendronephthya mayi
- Dendronephthya merguiensis
- Dendronephthya mertoni
- Dendronephthya mexicana
- Dendronephthya michaelseni
- Dendronephthya microspiculata
- Dendronephthya minima
- Dendronephthya miriabilis
- Dendronephthya mirifica
- Dendronephthya mollis
- Dendronephthya monticulosa
- Dendronephthya mortenseni
- Dendronephthya moseri
- Dendronephthya mucronata
- Dendronephthya multispinosa
- Dendronephthya mutabilis
- Dendronephthya natalensis
- Dendronephthya nicobarensis
- Dendronephthya nigrescens
- Dendronephthya nigripes
- Dendronephthya nigrotincta
- Dendronephthya nipponica
- Dendronephthya noumeensis
- Dendronephthya novaezeelandiae
- Dendronephthya obtusa
- Dendronephthya ochracea
- Dendronephthya orientalis
- Dendronephthya ovata
- Dendronephthya oviformis
- Dendronephthya padavensis
- Dendronephthya palaoensis
- Dendronephthya pallida
- Dendronephthya palmata
- Dendronephthya parvula
- Dendronephthya pectinata
- Dendronephthya pellucida
- Dendronephthya pentagona
- Dendronephthya persica
- Dendronephthya pharonis
- Dendronephthya planoregularis
- Dendronephthya puetteri
- Dendronephthya pulchella
- Dendronephthya pulchra
- Dendronephthya pumilio
- Dendronephthya punctata
- Dendronephthya punicea
- Dendronephthya purpurea
- Dendronephthya pustulosa
- Dendronephthya pyriformis
- Dendronephthya quadrata
- Dendronephthya querciformis
- Dendronephthya radiata
- Dendronephthya ramulosa
- Dendronephthya regia
- Dendronephthya repens
- Dendronephthya reticulata
- Dendronephthya revelata
- Dendronephthya rigida
- Dendronephthya robusta
- Dendronephthya roemeri
- Dendronephthya rosamondae
- Dendronephthya rosea
- Dendronephthya rubeola
- Dendronephthya rubescens
- Dendronephthya rubra
- Dendronephthya savignyi
- Dendronephthya semperi
- Dendronephthya simplex
- Dendronephthya sinaiensis
- Dendronephthya sinensis
- Dendronephthya snelliusi
- Dendronephthya speciosa
- Dendronephthya spinifera
- Dendronephthya spinosa
- Dendronephthya spinulosa
- Dendronephthya spissa
- Dendronephthya spongiosa
- Dendronephthya staphyloidea
- Dendronephthya stockci
- Dendronephthya stolonifera
- Dendronephthya studeri
- Dendronephthya suensoni
- Dendronephthya suesiana
- Dendronephthya suluensis
- Dendronephthya surugaensis
- Dendronephthya tabaensis
- Dendronephthya tenera
- Dendronephthya tenuis
- Dendronephthya thomsoni
- Dendronephthya thuja
- Dendronephthya tixierae
- Dendronephthya translucens
- Dendronephthya tripartita
- Dendronephthya tuberculata
- Dendronephthya uliginosa
- Dendronephthya umbellata
- Dendronephthya utinomii
- Dendronephthya waitei
- Dendronephthya variata
- Dendronephthya varicolor
- Dendronephthya weberi
- Dendronephthya vervoorti
- Dendronephthya wijsmanae
- Dendronephthya villosa
- Dendronephthya yamamotoi
- Dendronephthya zanzibarensis